# Diamphipnoa virescentipennis
Diamphipnoa virescentipennis is een steenvlieg uit de familie Diamphipnoidae. De wetenschappelijke naam van de soort is voor het eerst geldig gepubliceerd in 1851 door Blanchard.